# Ochropleura unimacula
Ochropleura unimacula là một loài bướm đêm trong họ Noctuidae.